# János király
William Shakespeare drámája, a János király (eredeti címén The Life and Death of King John) az 1199–1216 között uralkodott János angol király életéről és haláláról szól. Úgy tartják, hogy az 1590-es évek közepén keletkezett, de csak az 1623-as első fólió kiadásban jelent meg.

## Szereplők
- János király
- Henrik herceg, a fia
- Arthur, bretagne-i herceg
- Pembroke grófja
- Essex grófja
- Salisbury grófja
- Norfolk grófja
- Hubert, a király főkamarása
- Faulconbridge Róbert

János király halála, a londoni Drury Lane Theatre 1865-ös előadásán

- Faulconbridge Filep, később Richard néven
- Guerney Jakab, Faulconbridge-né szolgája
- Pomfreti Péter
- Fülöp, francia király
- Lajos, a dauphin
- Ausztria főhercege
- Pandolf bíbornok, a pápa követe
- Melun, francia úr
- Chatillon, francia követ
- Eleonora, II. Henrik angol király özvegye
- Constantia, Arthur anyja
- Blanka, Alphonso castiliai király leánya
- Faulconbridge-né
- Angiers város polgárai, sheriff, híradók, porkolábok

## Cselekménye
|  | Alább a cselekmény részletei következnek! |

### Első felvonás
A történet Northamptonban veszi kezdetét, a palota tróntermében, ahol János király, anyja, Eleonora, és a nemesek, többek közt Pembroke, Essex és Salisbury grófjai fogadják a francia követet, Chatilliont. Chatillon egyenesen Fülöp francia király üzenetét hozza, aki magának követeli a trónt, és elutasítása esetén háborút kíván indítani János király ellen. János nemleges válasszal visszaküldi a követet, és elrendeli a seregek rendbe állítását a háborúra készülve. Ezután megérkezik a király elé a két Faulconbridge fivér, Róbert és Filep. Azt kérik Jánostól, hogy döntsön az örökösödési ügyükben,  ugyanis Filep az idősebb, azonban Róbertnek bizonyítéka van, miszerint Filep törvényen kívüli gyermek. Be is bizonyosodik, hogy Filep atyja Oroszlánszívű Richárd volt. Ennek hatására János lovaggá üti Filepet, így a későbbiekben őt is Richárdnak hívják. János, Eleonora, a nemesek és az újdonsült lovag útnak indulnak Franciaországba.

### Második felvonás

#### I. szín
Franciaországban, Angiers város falai előtt két sereg táborozik. Egyik oldalon Ausztria főhercege, míg a másik oldalon Fülöp király hadaival. Lajos, a dauphin, és Constantia, a nemrég elhunyt király özvegye, valamint a fia, Arthur érkeznek. Ausztria hercege magának kéri Fülöptől Franciaország ezen kis részét, ám Fülöp nem szándékozik neki ajándékozni, így a seregek készültségben állnak. Míg várakoznak, Chatillon visszatér a hírrel, hogy János király nem enged a hatalmából, s mialatt ők itt beszélgetnek, János seregeivel már valószínűleg partot is ért. A hír valósnak bizonyul, az angol király Fülöp elé érkezik tárgyalni és számon kérni rajta, mely jognál fogva követeli magának az angol trónt. Fülöp Arthur pártját fogja, kinek apja, a király halála után jog szerint kellene következnie a trónon. Arthur nem akarja, hogy miatta ekkora perpatvar keletkezzen. Mivel nem tudják elbírálni, melyiküknek van több joga a hatalom megszerzéséhez, Angiers polgárait kérik ki bírónak, ám ők visszakoznak, határozatuk szerint ezt maguknak kell eldönteni egymás között. Így a két sereg hát felkészül a küzdelemre.

#### II. szín
Az összecsapás után mindkét sereg magának tulajdonítja a győzelmet. Megint csak nem tudnak megegyezni. A polgárok ismét elhárítják magukról a döntés felelősségét, ezért Richárd javasolja, hogy bitorolják meg ezt a tiszteletlenséget, és vonják össze az erőiket a város ellen, majd aztán döntenek a kérdésben. A polgárok viszont kimentik magukat szorult helyzetükből, és alternatív megoldásként egy menyegzőt javasolnak Alphonso király leánya, Blanka és Fülöp király fia, Lajos között. A királyok emellett a megoldás mellett döntenek, s hogy Costantiát is megbékítsék, aki minden áron fiáénak akarja a trónt, János király ajándékul felajánl pár területet Arthurnak.

### Harmadik felvonás

#### I. szín
Mindenki összegyűlt Fülöp sátra előtt, mikor Pandolf, a pápa követe érkezik. Közli, hogy János király nem élvezi Róma támogatását, valamint követeli Fülöptől, hogy indítson háborút ellene. Fülöpnek nincs nagyon ínyére a dolog, elvégre most léptek gyermekeik frigyre, de végül is nem szegül ellen Rómának.

#### II. szín
Dúl az újabb harc. Richárd a küzdelemben megöli az ausztriai herceget. Arthur János király táborához kerül.

#### III. szín
János hazaindul Angliába követőivel és Arthurral. Aggodalom tölti el Arthurral kapcsolatban, fél, hogy további bajt okozhat, ezért Arthur-ellenes parancsot ad Hubertnek, aki hűséges követője, továbbá a fiú jóbarátja.

#### IV. szín
Constantia nem békél ki a tudattal, hogy fia nem kerül hatalomra, egyre hisztérikusabban és vérszomjasabban kezd viselkedni. Fülöp és követői Angliába indulnak, miközben Pandolf összeesküvést tervez Lajossal. Terve szerint János minden bizonnyal megöleti majd Arthurt. Azt követően ők ölik meg Jánost, ezáltal Lajos lehetne majd az uralkodó.

### Negyedik felvonás

#### I. szín
Northamptonban Hubert Arthur ellen készül, meg akarja vakíttatni. A fiú Hubert lelkére hatva meggyőzi őt, hogy engedje szabadon és kímélje meg a szeme világát. Arthur szabadságot nyer.

#### II. szín
A trónteremben János a nemesekkel társalog, akik attól tartanak, hogy János ártani fog Arthurnak. Megérkezik egy hírvivő azzal, hogy  Eleonora meghalt,  és feltehetően Constantia is öngyilkos lett. Hubert is csatlakozik, hozva a hamis hírt, miszerint Arthur meghalt. A nemesek félelme beigazolódik, távoznak a trónteremből. János megijed a nemesek kegyeinek elvesztésétől, ezért Hubertet hibáztatja, aki ennek hatására elmondja Jánosnak, mégsem ölte meg a fiút.

#### III. szín
Arthur a várkastély falán áll, majd onnan alá veti magát. A nemesek éppen úton vannak Lajoshoz. Menet közben találkoznak Richarddal. Rábukkannak Arthur holttestére, nem sokkal eztán Hubert is megérkezik a helyszínre. A nemesek őt vádolják a meggyilkolásával, és majdnem rá is rontanak kardjaikkal, de Richard lebeszéli őket róla. A nemesek elvonulnak, Hubert pedig sikeresen meggyőzi Richardot az ártatlanságáról.

### Ötödik felvonás

#### I. szín
János Pandolfal beszél, és újra megkapja Róma támogatását. A palotába érkezve Richard tudatja János királlyal, hogy a nemesek már nincsenek többé vele, Arthur valóban bekövetkezett halála okán. János harcra készül, Richardot állítja a sereg élére.

#### II. szín
Szent-Edmund-Burry mellett Lajos és az ő oldalára állt nemesek is a harcra készülődnek. Pandolf Lajoshoz megy,  és tudatja vele, hogy Anglia ismét Róma kegyeit élvezi, hagyjanak hát fel a küzdelemmel. Lajos azonban nem hajlandó visszakozni, a seregek felkészülnek.

#### III. szín
János megérkezik a csatatérre, bár már ugyancsak gyengélkedik. Hírvivő jön hozzá, közli, hogy a frankok hátrálnak és a támogató hajóhaduk is összetört Goodwin zátonyain. Richard kéri, hogy a király hagyja el a csatateret, aki Swinstead felé veszi az irányt.

#### IV. szín
A csatatér másik részén Melum gróf halálos sebet szerez. A nemesek köré gyűlnek, és meggyőzi őket, hogy térjenek vissza János királyhoz a bocsánatát kérve.

#### V. szín
A francia táborban Lajos is megkapja a seregével kapcsolatos rossz híreket, visszavonulnak.

#### VI. szín
Swinsteadbe megérkezik Richard, aki a csata után ide tartva, a folyón áthágva nagy károkat szerzett a seregével. Találkozik Huberttel, aki szerint Jánost megmérgezhették, Richard ezért hozzá igyekszik.

#### VII. szín
János egyre rosszabbul van, ezért parancsára kiviszik a szabadba, hátha az segít rajta. A nemesek körülötte vannak, megbocsátást kaptak tőle. Megérkezik Richard a csata híreivel, ám a beszámoló közben a király meghal. Richard bosszúharcra készül, de ekkor Pandolf érkezik és békeajánlatot hoz Lajostól. A nemesek és Richard elfogadják a békét, továbbá János király halála után, Henrik lép elő új királyként.
|  | Itt a vége a cselekmény részletezésének! |

## Filmadaptációk
BBC Television – Shakespeare: King John (1984, Egyesült Királyság)